# Patricia Arancibia Clavel
Patricia Arancibia Clavel (Viña del Mar, Chile, 13 de enero de 1953) es historiadora chilena. Pertenece a una familia de tradición militar, siendo la quinta de diez hermanos; ella misma es oficial de reserva con el grado de Teniente.

## Biografía
Pertenece a una familia de militares, hija de almirante. Varios de sus hermanos fueron generales y almirantes. Uno de sus hermanos fue el agente de la DINA, Enrique Arancibia Clavel.
Durante su etapa universitaria militó en el Frente Nacionalista Patria y Libertad, siendo jefa del movimiento en el Campus Oriente de su casa de estudios. Obtuvo la licenciatura en historia en la Pontificia Universidad Católica de Chile y el doctorado en historia en la Universidad Complutense de Madrid. Durante su estadía en España pasó del nacionalismo, con tintes fascistas, al liberalismo económico y político.
Ha escrito innumerables libros y artículos sobre historia de Chile, especializándose en historia de Chile contemporánea.  Ha realizado trabajos en conjunto con Gonzalo Vial, Cristián Gazmuri, Joaquín Fermandois y Álvaro Góngora.
Entre sus libros más conocidos están La escuadra en acción, que relata el conflicto Chile-Argentina de 1978; Sergio de Castro, el arquitecto del modelo económico chileno; Carlos Cáceres y la transición a la democracia; Al otro lado del camino; La Historia de los árabes en Chile; Federico Santa María, azar y destino de una fortuna porteña; La violencia política en Chile, del discurso a la acción; Carmen Sáenz una mujer de la frontera; Jarpa, Confesiones Políticas; Matthei; Conversando con Roberto Kelly; Cita con la Historia; Mario Góngora, En busca de sí mismo (1915-1946); Una interpretación política de la Historia de Chile; Jorge Alessandri, una biografía; Eduardo Frei Montalva; Ricardo Núñez; El ejército de los chilenos; La Marina en la historia de Chile; la Agronomía en la agricultura chilena y muchos otros.
Académica en diversas universidades, fue directora del Departamento de Historia y Geografía de la Universidad Metropolitana de Ciencias de la Educación; Directora de Investigación de la misma universidad y fundadora y directora del CIDOC, Centro de investigación en Historia de Chile Contemporáneo de la Universidad Finis Terrae. Dirigió la revista Dimensión Histórica de Chile y fue miembro fundador de ADHILAC (Asociación de Historiadores Latinoamericanos y del Caribe).
Creó el programa de televisión Cita con la Historia donde por más de 10 años entrevistó a los más destacados personajes del ámbito político y económico del país que era emitido por ARTV; fue panelista del programa El Primer Café de Radio Cooperativa por cinco años y del programa "Somos lo que conversamos" en El Mostrador. Entrevistadora de la Revista Capital y del Diario Financiero. 
En el año 2009 recibió el premio “Mujeres Siglo XXI” otorgado por la Universidad del Pacífico y ha sido escogida varias veces entre las 100 mujeres líderes por el diario El Mercurio.
Es socia fundadora de la empresa Clio Ltda., dedicada especialmente a la realización de historias de empresas y empresarios. Entre sus libros más reconocidos en este ámbito están la Historia del Banco de Chile; de la Compañía Sudamericana de Vapores; de Embotelladora Andina; Interoceánica; Alberto Kassis, un hombre de acción y muchos otros.
Es presidenta de la Fundación Crecer y Sanar, socia de IWF Chile (International Women’s forum) y del National Museum Of Women in the Arts, capítulo chileno (NMWA) y oficial de reserva del Ejército con el grado de teniente. 

## Obras

### Libros
- Mario Góngora. En busca de sí mismo, 1915-1946 (Fundación Mario Góngora, 1995). Segunda edición Editorial Tanto Monta y Centro de Estudios Bicentenarios (2024)
- Jorge Alessandri, 1896-1986: Una biografía (escrito junto con Gonzalo Vial Correa y Álvaro Góngora Escobedo) (1996)
- Eduardo Frei Montalva y su época (escrito junto con Cristián Gazmuri Riveros y Álvaro Góngora Escobedo) (2000)
- Los orígenes de la violencia política en Chile. 1960-1973 (Ediciones Libertad y Desarrollo, 2001) ISBN 956-7183-11-2
- Los hechos de violencia en Chile: Del discurso a la acción (escrito junto con María Aylwin Ramírez y Soledad Reyes del Villar) (2003)
- La marina en la historia de Chile: Siglo XIX (escrito junto con Andrea Novoa Mackenna e Isabel Jara) (2005)
- La escuadra en acción. 1978: El conflicto Chile-Argentina visto a través de sus protagonistas (escrito junto con Francisco Bulnes Serrano) (2005)
- Conversando con Roberto Kelly V.: Recuerdos de una vida (2005)
- Cita con la historia (2006)
- Una mujer de la frontera: Carmen Sáenz Terpelle (escrito junto con Andrea Novoa Mackenna y Carmen Saénz Terpelle) (2006)
- Sergio de Castro: El arquitecto del modelo económico chileno (escrito junto con Francisco Balart Páez) (2007)
- Carmen Aldunate. Sin corazas (2020)

### Artículos
- La imagen de América y Chile en Unamuno (1985)
- Recepción y crítica a "Raza Chilena": Los comentarios de Miguel de Unamuno (1986)
- La historia, una aproximación a la realidad humana del pasado (1988)
- La América de Unamuno (1989)
- Reflexiones unamunianas sobre Raza Chilena: Testimonio de la crisis del 900 (1990)
- La prensa clandestina durante la Guerra Civil de 1891: Un estudio de caso "La Revolución, periódico Montonero sacado a Lance" (1991)
- Unamuno y su visión del descubrimiento y conquista de América (1992)
- Política: El aporte de Santo Tomás (2010)